# Maxus (cohete)
Maxus fue un cohete sonda de una sola etapa desarrollado por Alemania utilizando cohetes Castor 4B estadounidenses en el marco de una serie de experimentos de microgravedad llevados a cabo conjuntamente con Suecia.
Los cohetes Maxus permitían periodos de 12 minutos y 40 segundos de microgravedad y su carga (de hasta 720 kg) podía acomodar hasta seis a ocho experimentos y recuperarse mediante paracaídas.
Se lanzaron 8 Maxus, con un solo fallo, entre el 8 de mayo de 1991 y el 2 de mayo de 2006.

## Especificaciones
- Carga útil: 720 kg
- Apogeo: 850 km
- Empuje en despegue: 450 kN
- Masa total: 12.300 kg
- Diámetro: 1,02 m
- Longitud total: 15,5 m